# Филлипс, Крис
Крис Фи́ллипс (англ. Chris Phillips; род. 9 марта 1978, Гамильтон, Онтарио) — канадский хоккеист. Амплуа — защитник.
На драфте НХЛ 1996 года был выбран в 1 раунде под общим 1 номером командой «Оттава Сенаторз», за которую и отыграл всю карьеру (рекордсмен по количеству игр среди игроков команды).
Наиболее результативным сезоном для игрока стал сезон 2006-07 (8 голов, 18 передач, показатель полезности +36).
Последнюю игру в НХЛ сыграл 5 февраля 2015 года.
Считается защитником-домоседом, блокировавшим много бросков.
В 2020 году номер 4, под которым выступал игрок, был изъят клубом из обращения.
Помимо спортивной деятельности владел рестораном и мини-пивоварней «The Big Rig», названной по прозвищу игрока (продал свою долю в 2019 году).

## Статистика
```
 
                                           --- Регулярный сезон ---  ---- Плэй-офф ----
Сезон    Команда                     Lge    GP    G    A  Pts  PIM  GP   G   A Pts PIM

--------------------------------------------------------------------------------------

1995-96  Prince Albert Raiders       WHL    61   10   30   40   97  18   2  12  14  30
1996-97  Prince Albert Raiders       WHL    32    3   23   26   58  --  --  --  --  --
1996-97  Lethbridge Hurricanes       WHL    26    4   18   22   28  19   4  21  25  20
1997-98  Ottawa Senators             NHL    72    5   11   16   38  11   0   2   2   2
1998-99  Ottawa Senators             NHL    34    3    3    6   32   3   0   0   0   0
1999-00  Ottawa Senators             NHL    65    5   14   19   39   6   0   1   1   4
2000-01  Ottawa Senators             NHL    73    2   12   14   31   1   1   0   1   0
2001-02  Ottawa Senators             NHL    63    6   16   22   29  12   0   0   0  12
2002-03  Ottawa Senators             NHL    78    3   16   19   71  18   2   4   6  12
2003-04  Ottawa Senators             NHL    82    7   16   23   46   7   1   0   1  12
2004-05  Brynas IF Gavle             SEL    27    5    3    8   45  --  --  --  --  --
2005-06  Ottawa Senators             NHL    69    1   18   19   90   9   2   0   2   6
2006-07  Ottawa Senators             NHL    82    8   18   26   80  20   0   0   0  24
2007-08  Ottawa Senators             NHL    81    5   13   18   56   4   0   0   0   4
2008-09  Ottawa Senators             NHL    82    6   16   22   66  --  --  --  --  --
2009-10  Ottawa Senators             NHL    82    8   16   24   45   6   0   0   0   4
2010-11  Ottawa Senators             NHL    82    1    8    9   32  --  --  --  --  --
2011-12  Ottawa Senators             NHL    80    5   14   19   16   7   0   1   1   4
2012-13  Ottawa Senators             NHL    48    5    9   14   43  10   0   1   1  21
2013-14  Ottawa Senators             NHL    70    1   14   15   30  --  --  --  --  --
2014-15  Ottawa Senators             NHL    36    0    3    3   12  --  --  --  --  --

--------------------------------------------------------------------------------------

 
        NHL Totals                       1179   71  217  288  756 114   6   9  15 105
```